# Carl Eilers
Carl G. Eilers (* 21. März 1925 in Fairbury, Illinois; † 20. Juni 2008 in River Forest, Illinois) war ein US-amerikanischer Elektroingenieur (Rundfunk- und Fernsehtechnik) bei der Zenith Electronics Corporation. Er ist bekannt für digitales Fernsehen, Stereo-Fernsehen und Stereo-Radio.
Eilers studierte Elektrotechnik an der Purdue University mit Bachelor-Abschluss 1948 und erhielt 1956 seinen Master-Abschluss als Elektroingenieur an der Northwestern University. Nach seinem Ruhestand war er Berater von Zenith.
Eilers war ab 1948 bei Zenith Electronics tätig, blieb dort für den Rest seines Berufslebens und wurde zunächst Assistant Manager, später Manager für den Bereich der Forschung zu Schaltkreisen und Kommunikation (englisch Circuit and Communications Research), danach war er Manager für elektronische Systeme und Forschung und Entwicklung (R&D). Anfangs war er an Bezahl-TV-Entwicklungen beteiligt (englisch Subscription Television Scrambling). Er war an Pionierentwicklungen wie Stereo FM Radio (die Entwicklungen bei Zenith wurden in den USA und international Standard), Pay-TV, BTSC Stereo TV (er leitete die Entwicklung für das Multikanal-Tonübertragungssystem für TV, was ebenfalls US-Standard wurde) und digitalem TV beteiligt. Digitales TV basiert in den USA auf der 8-VSB-Technologie von Zenith.
Eilers hielt 19 Patente. Er war Mitglied im National Stereophonic Radio Committee, Broadcast Television Systems Committee (BTSC), BTS Teletext Subcommittee, BTS Multichannel Television Sound Committee, National Quadrophonic Radio Committee und im FCC Advisory Committee on Advanced Television Services.
1994 erhielt er den IEEE Masaru Ibuka Consumer Electronics Award. 1986 erhielt er einen technischen Emmy Award für Stereo TV und 1997 für HDTV. 1995 erhielt er den NAB Television Engineering Achievement Award. 2000 wurde er in die Consumer Electronics Hall of Fame aufgenommen.
Er war Fellow der Audio Engineering Society (1993) und Mitglied der Society of Motion Picture and Television Engineers (1956).